# 右大臣
右大臣，日本律令制官名，太政官之一，又稱為右府、右相國、右僕射、太保。定員一人，權責和左大臣相同，平時負責輔佐左大臣，在左大臣出缺時則負責代理其政務。位階相當於正二位或從二位。和太政大臣、左大臣並稱為三大臣、三槐、三公。

## 簡介

### 名稱
右大臣唐名為「右府」、「右丞相」、「右相國」、「右僕射」、「太保」，與太政大臣、左大臣合稱「三公」。右大臣和訓為「みぎのおおいもうちぎみ」或「みぎのおとど」，「みぎ」指「右」，「おおいもうちぎみ」訓為「大臣」；「おとど」則是對身分的敬語。

### 沿革
最初左大臣與右大臣是同一官職，稱為「大臣」，負責輔佐大和王权的大王，飛鳥時代前期(6-7世紀初)蘇我氏長期擔任大臣掌權，直到645年乙巳之變蘇我氏被推翻，之後為了分權將大臣一職拆分為左大臣與右大臣，701年頒布大寶律令後右大臣一職繼續存在，但地位置於太政大臣、左大臣之下。權責和左大臣相同，平時負責輔佐左大臣，在左大臣出缺時則負責代理其政務。明治維新之後右大臣一職繼續存在，直到1885年設立內閣後廢除該職務。

## 右大臣列表
| 姓名                                         | 任命                                      | 辭任 （有*者即同日逝世）                   | 在職時天皇               | 法號、備註               |
| -------------------------------------------- | ----------------------------------------- | ------------------------------------------ | ------------------------ | ------------------------ |
| 大寶令以前的右大臣                           |                                           |                                            |                          |                          |
| 蘇我倉山田石川麻呂                           | 皇極天皇四年六月十四 （645年7月12日）     | 大化五年三月二十五* （649年5月11日）       | 孝德                     | 山田大臣                 |
| 大伴長德                                     | 大化五年四月二十 （649年6月5日）          | 白雉二年七月* （651年－月）                | 孝德                     |                          |
| （蘇我連子）                                 | 天智天皇元年一月 （662年－月）            | 天智天皇三年三月* （664年4月）             | 天智（稱制）             | 大臣 藏大臣              |
| 中臣金                                       | 天智天皇十年正月初五 （671年2月19日）     | 天武天皇元年八月二十五* （672年9月22日）   | 天智、弘文               |                          |
| 多治比島                                     | 持統天皇四年七月初五 （690年8月15日）     | 文武天皇四年八月二十六 （700年10月12日）   | 持統、文武               |                          |
| 在大寶令、養老令基礎的右大臣                 |                                           |                                            |                          |                          |
| 阿倍御主人                                   | 大寶元年三月二十一 （701年5月3日）        | 大寶三年閏四月初一* （703年5月20日）       | 文武                     |                          |
| 石上麻呂                                     | 大寶四年正月初七 （704年2月16日）         | 和銅元年三月十三 （708年4月8日）           | 文武、元明               | 物部大臣                 |
| 藤原不比等                                   | 和銅元年三月十三 （708年4月8日）          | 養老四年八月初三* （720年9月9日）          | 元明、元正               |                          |
| 長屋王                                       | 養老五年正月初五 （721年2月5日）          | 養老八年二月初四 （724年3月3日）           | 元正                     |                          |
| 藤原武智麻呂                                 | 天平六年正月十七 （734年2月24日）         | 天平九年七月二十五 （737年8月25日）        | 聖武                     |                          |
| 橘諸兄                                       | 天平十年正月十三 （738年2月6日）          | 天平十五年五月初五 （743年6月1日）         | 聖武                     | 西院大臣                 |
| 藤原豐成                                     | 天平感寶元年四月十四 （749年5月4日）      | 天平勝寶九歲七月十二 （757年8月1日）       | 聖武、孝謙               | 難波大臣、橫佩大臣       |
| 藤原惠美押勝                                 | 天平寶字二年八月二十五 （758年10月1日）   | 天平寶字四年正月初四 （760年1月26日）      | 淳仁                     | 太保（大保） 惠美大臣    |
| 藤原豐成 （還任）                            | 天平寶字八年九月十四 （764年10月13日）    | 天平神護元年十一月二十七* （766年1月12日） | 淳仁、稱德               | 難波大臣、橫佩大臣       |
| 藤原永手                                     | 天平神護二年正月初八 （766年2月21日）     | 天平神護二年十月二十 （766年11月26日）     | 稱德                     | 長岡大臣                 |
| 吉備真備                                     | 天平神護二年十月二十 （766年11月26日）    | 寶龜二年三月 （771年3月）                  | 稱德、光仁               | 吉備大臣                 |
| 大中臣清麻呂                                 | 寶龜二年三月十三 （771年4月2日）          | 天應元年六月二十三 （781年7月18日）        | 光仁、桓武               |                          |
| 藤原田麻呂                                   | 天應二年六月二十一 （782年8月4日）        | 延曆二年三月十九* （783年4月25日）         | 桓武                     | 蜷淵大臣                 |
| 藤原是公                                     | 延曆二年七月十九 （783年8月21日）         | 延曆八年九月十九* （789年10月12日）        | 桓武                     | 牛屋大臣                 |
| 藤原繼繩                                     | 延曆九年二月二十七 （790年3月17日）       | 延曆十五年七月十六* （796年8月23日）       | 桓武                     | 桃園右大臣               |
| 神王                                         | 延曆十七年八月十七 （798年10月1日）       | 延曆二十五年四月二十四* （806年5月15日）   | 桓武、平城               | 吉野大臣                 |
| 藤原内麻呂                                   | 延曆二十五年五月十九 （806年6月9日）      | 弘仁三年十月初六* （812年11月13日）        | 平城、嵯峨               | 後長岡大臣               |
| 藤原園人                                     | 弘仁三年十二月初五 （813年1月10日）       | 弘仁九年十二月十九* （819年1月18日）       | 嵯峨                     | （前）山科大臣           |
| 藤原冬嗣                                     | 弘仁十二年正月初九 （821年2月14日）       | 天長二年四月初五 （825年4月26日）          | 嵯峨、淳和               | 閑院                     |
| 藤原緒嗣                                     | 天長二年四月初五 （825年4月26日）         | 天長九年十一月初二 （832年11月27日）       | 淳和                     | 山本大臣                 |
| 清原夏野                                     | 天長九年十一月初二 （832年11月27日）      | 承和四年十月初七* （837年11月8日）         | 淳和、仁明               | 双岡大臣                 |
| 藤原三守                                     | 承和五年正月初十 （838年2月8日）          | 承和七年七月初七* （840年8月7日）          | 仁明                     | 後山科大臣               |
| 源常                                         | 承和七年八月初八 （840年9月7日）          | 承和十一年七月初二 （844年7月20日）        | 仁明                     | 東三條                   |
| 橘氏公                                       | 承和十一年七月初二 （844年7月20日）       | 承和十四年十二月十九* （848年1月28日）     | 仁明                     | 井手                     |
| 藤原良房                                     | 承和十五年正月初十 （848年2月18日）       | 齊衡四年二月十九 （857年3月18日）          | 仁明、文德               | 白河、染殿               |
| 藤原良相                                     | 齊衡四年二月十九 （857年3月18日）         | 貞觀九年十月初十* （867年11月9日）         | 文德、清和               | 西三條大臣               |
| 藤原氏宗                                     | 貞觀十二年正月十三 （870年2月17日）       | 貞觀十四年二月初七* （872年3月19日）       | 清和                     |                          |
| 藤原基經                                     | 貞觀十四年八月二十五 （872年10月1日）     | 元慶四年十二月初四 （881年1月7日）         | 清和、陽成               | 堀川大臣                 |
| 源多                                         | 元慶六年正月初十 （882年2月1日）          | 仁和4年十月十七* （888年11月24日）         | 陽成、光孝、宇多         |                          |
| 藤原良世                                     | 寬平三年三月十九 （891年5月1日）          | 寬平八年七月十六 （896年8月28日）          | 宇多                     | 致仕大臣                 |
| 源能有                                       | 寬平八年七月十六 （896年8月28日）         | 寬平九年六月初八* （897年7月11日）         | 宇多                     | 近院大臣                 |
| 菅原道真                                     | 昌泰二年二月十四 （899年3月29日）         | 昌泰四年正月二十五 （901年2月16日）        | 醍醐                     | 菅丞相                   |
| 源光                                         | 昌泰四年正月二十五 （901年2月16日）       | 延喜十三年三月十二* （913年4月21日）       | 醍醐                     | 西三條                   |
| 藤原忠平                                     | 延喜十四年八月二十五 （914年9月17日）     | 延長二年正月二十二 （924年2月29日）        | 醍醐                     | 小一條、五條             |
| 藤原定方                                     | 延長二年正月二十二 （924年2月29日）       | 承平2年八月初四* （932年9月6日）           | 醍醐、朱雀               | 三條                     |
| 藤原仲平                                     | 承平三年二月十三 （933年3月11日）         | 承平七年正月二十二 （937年3月6日）         | 朱雀                     | 枇杷                     |
| 藤原恒佐                                     | 承平七年正月二十二 （937年3月6日）        | 承平八年五月初五* （938年6月5日）          | 朱雀                     | 一條、土御門             |
| 藤原實賴                                     | 天慶七年四月初九 （944年5月4日）          | 天曆元年四月二十六 （947年5月19日）        | 朱雀、村上               | 小野宮                   |
| 藤原師輔                                     | 天曆元年4月26日 （947年5月19日）          | 天德四年五月初二 （960年5月29日）          | 村上                     | 坊城、九條               |
| 藤原顯忠                                     | 天德四年八月二十二 （960年9月15日）       | 康保二年四月二十四* （965年5月27日）       | 村上                     | 富小路                   |
| 源高明                                       | 康保三年正月十六 （966年2月9日）          | 康保四年十二月十三 （968年1月15日）        | 村上、冷泉               | 西宮                     |
| 藤原師尹                                     | 康保四年十二月十三 （968年1月15日）       | 安和二年三月二十六 （969年4月15日）        | 冷泉                     | 小一條                   |
| 藤原在衡                                     | 安和二年三月二十六 （969年4月15日）       | 安和三年正月二十七 （970年3月7日）         | 冷泉、圓融               | 粟田、万里小路           |
| 藤原伊尹                                     | 安和三年正月二十七 （970年3月7日）        | 天祿二年十一月初二 （971年11月22日）       | 圓融                     | 一條                     |
| 藤原賴忠                                     | 天祿二年十一月初二 （971年11月22日）      | 貞元二年四月二十四 （977年5月14日）        | 圓融                     | 三條                     |
| 源雅信                                       | 貞元二年四月二十四 （977年5月14日）       | 貞元三年十月初二 （978年11月5日）          | 圓融                     | 一條、鷹司               |
| 藤原兼家                                     | 貞元三年十月初二 （978年11月5日）         | 寬和二年七月二十 （986年8月27日）          | 圓融、花山、一條         | 法興院、東三條           |
| 藤原為光                                     | 寬和二年七月二十 （986年8月27日）         | 正曆二年九月初七 （991年10月17日）         | 一條                     | 後一條                   |
| 源重信                                       | 正曆二年九月初七 （991年10月17日）        | 正曆五年八月二十八 （994年10月5日）        | 一條                     | 六條                     |
| 藤原道兼                                     | 正曆五年八月二十八 （994年10月5日）       | 長德元年五月初八* （995年6月8日）          | 一條                     | 粟田、二條               |
| 藤原道長                                     | 長德元年六月十九 （995年7月19日）         | 長德二年七月二十 （996年8月6日）           | 一條                     | 法成寺、御堂             |
| 藤原顯光                                     | 長德二年七月二十 （996年8月6日）          | 長和六年三月初四 （1017年4月3日）          | 一條、三條、後一條       | 堀川、廣幡               |
| 藤原公季                                     | 長和六年三月初四 （1017年4月3日）         | 治安元年七月二十五 （1021年9月4日）        | 後一條                   | 閑院                     |
| 藤原實資                                     | 治安元年七月二十五 （1021年9月4日）       | 寬德三年正月十八* （1046年2月26日）        | 後一條、後朱雀、後冷泉   | 後小野宮、賢人右府       |
| 藤原教通                                     | 永承二年八月初一 （1047年8月24日）        | 康平三年七月十七 （1060年8月15日）         | 後冷泉                   | 大二條                   |
| 藤原賴宗                                     | 康平三年七月十七 （1060年8月15日）        | 康平八年正月初五 （1065年2月12日）         | 後冷泉                   | 堀河                     |
| 藤原師實                                     | 康平八年六月初三 （1065年7月8日）         | 延久元年八月二十二 （1069年9月10日）       | 後冷泉、後三條           | 京極、後宇治             |
| 源師房                                       | 延久元年八月二十二 （1069年9月10日）      | 承保四年二月十七* （1077年3月14日）        | 後三條、白河             | 土御門                   |
| 藤原俊家                                     | 承曆四年八月十四 （1080年8月31日）        | 永保二年十月初二* （1082年10月25日）       | 白河                     | 大宮、壬生               |
| 源俊房                                       | 永保二年十二月初九 （1082年12月30日）     | 永保三年正月二十六 （1083年2月15日）       | 白河                     | 堀河                     |
| 源顯房                                       | 永保三年正月二十六 （1083年2月15日）      | 寬治八年九月初五* （1094年10月16日）       | 白河、堀河               | 六條                     |
| 藤原忠實                                     | 康和二年七月十七 （1100年8月24日）        | 天永三年十一月十八 （1112年12月8日）       | 堀河、鳥羽               | 知足院、富家殿           |
| 源雅實                                       | 永久三年四月二十八 （1115年5月23日）      | 保安三年十二月十七 （1123年1月16日）       | 鳥羽                     | 久我                     |
| 藤原家忠                                     | 保安三年十二月十七 （1123年1月16日）      | 天承元年十二月二十二 （1132年1月12日）     | 鳥羽、崇德               | 花山院                   |
| 源有仁                                       | 天承元年十二月二十二 （1132年1月12日）    | 保延二年十二月初九 （1137年1月2日）        | 崇德                     | 花園                     |
| 藤原宗忠                                     | 保延二年十二月初九 （1137年1月2日）       | 保延四年二月二十六 （1138年4月7日）        | 崇德                     | 中御門                   |
| 三條實行                                     | 久安五年七月二十八 （1149年9月1日）       | 久安六年八月二十一 （1150年9月13日）       | 近衛                     | 八條                     |
| 源雅定                                       | 久安六年八月二十一 （1150年9月13日）      | 仁平四年五月二十八 （1154年7月10日）       | 近衛                     | 中院                     |
| 藤原宗輔                                     | 保元元年九月十三 （1156年9月29日）        | 保元二年八月十九 （1157年9月24日）         | 後白河                   | 京極、蜂飼大臣           |
| 近衛基實                                     | 保元二年八月十九 （1157年9月24日）        | 永曆元年八月十一 （1160年9月12日）         | 後白河、二條             | 梅津、六條、中殿         |
| 德大寺公能                                   | 永曆元年八月十一 （1160年9月12日）        | 永曆二年八月十一* （1161年9月2日）         | 二條                     | 大炊御門                 |
| 松殿基房                                     | 應保元年九月十三 （1161年10月3日）        | 長寬二年閏十月二十三 （1164年12月8日）     | 二條                     | 松殿、菩提院、中山       |
| 藤原經宗                                     | 長寬二年閏十月二十三 （1164年12月8日）    | 仁安元年十一月十一 （1166年12月5日）       | 二條、六條               | 中御門                   |
| 九條兼實                                     | 仁安元年十一月十一 （1166年12月5日）      | 文治二年十月十七 （1186年11月29日）        | 六條、高倉、安德、後鳥羽 | 後法性寺、月輪           |
| 德大寺實定                                   | 文治二年十月二十九 （1186年12月11日）     | 文治五年七月初十 （1189年8月23日）         | 後鳥羽                   | 後德大寺                 |
| 三條實房                                     | 文治五年七月初十 （1189年8月23日）        | 建久元年七月十七 （1190年8月19日）         | 後鳥羽                   | 三條                     |
| 藤原兼雅                                     | 建久元年七月十七 （1190年8月19日）        | 建久九年十一月十四 （1198年12月13日）      | 後鳥羽、土御門           | 後花山院                 |
| 藤原賴實                                     | 建久九年十一月十四 （1198年12月13日）     | 正治元年六月二十二 （1199年7月16日）       | 土御門                   | 六條、中山               |
| 近衛家實                                     | 正治元年六月二十二 （1199年7月16日）      | 元久元年十二月十四 （1205年1月5日）        | 土御門                   | 猪隈                     |
| 藤原隆忠                                     | 元久元年十二月十四 （1205年1月5日）       | 建永二年二月初十 （1207年3月10日）         | 土御門                   | 大覺寺                   |
| 花山院忠經                                   | 建永二年二月初十 （1207年3月10日）        | 承元二年五月二十八 （1208年7月12日）       | 土御門                   | 花山院                   |
| 近衛道經                                     | 承元二年七月初九 （1208年8月21日）        | 承元三年三月二十六 （1209年5月1日）        | 土御門                   | 知足院                   |
| 九條良輔                                     | 承元三年四月初十 （1209年5月15日）        | 建曆元年十月初四 （1211年11月10日）        | 土御門、順德             | 八條                     |
| 德大寺公繼                                   | 建曆元年十月初四 （1211年11月10日）       | 建保三年十月初九 （1215年11月1日）         | 順德                     | 野宮                     |
| 九條道家                                     | 建保三年十二月初十 （1215年12月31日）     | 建保六年十二月初二 （1218年12月21日）      | 順德                     | 光明峯寺                 |
| 源實朝                                       | 建保六年十二月初二 （1218年12月21日）     | 建保七年正月二十七* （1219年2月13日）      | 順德                     | 鎌倉 鎌倉幕府第3代將軍   |
| 近衛家通                                     | 建保七年三月初四 （1219年4月19日）        | 承久三年閏十月初十 （1221年11月25日）      | 順德、仲恭、後堀河       | 猪隈、近衛               |
| 德大寺公繼 （還任）                          | 承久三年閏十月初十 （1221年11月25日）     | 元仁元年十二月二十五 （1225年2月4日）      | 後堀河                   | 野宮                     |
| 大炊御門師經                                 | 元仁元年十二月二十五 （1225年2月4日）     | 嘉祿三年四月初二 （1227年5月18日）         | 後堀河                   | 大炊御門                 |
| 九條教實                                     | 嘉祿三年四月初九 （1227年5月25日）        | 寬喜三年四月二十六 （1231年5月29日）       | 後堀河                   | 洞院                     |
| 近衛兼經                                     | 寬喜三年四月二十六 （1231年5月29日）      | 嘉禎元年十月初二 （1235年11月13日）        | 後堀河、四條             | 岡屋                     |
| 西園寺實氏                                   | 嘉禎元年十月初二 （1235年11月13日）       | 嘉禎二年四月十八 （1236年5月24日）         | 四條                     | 常盤井                   |
| 二條良實                                     | 嘉禎二年六月初九 （1236年7月13日）        | 嘉禎四年七月二十 （1238年8月31日）         | 四條                     | 普光園院                 |
| 三條實親                                     | 嘉禎四年七月二十 （1238年8月31日）        | 仁治元年九月二十七 （1240年10月13日）      | 四條                     | 白川                     |
| 一條實經                                     | 仁治元年十月二十 （1240年11月5日）        | 寬元二年六月十三 （1244年7月19日）         | 四條、後嵯峨             | 圓明寺、後一條           |
| 鷹司兼平                                     | 寬元二年六月十三 （1244年7月19日）        | 寬元四年十二月二十四 （1247年2月1日）      | 後嵯峨、後深草           | 稱念院                   |
| 九條忠家                                     | 寬元四年十二月二十四 （1247年2月1日）     | 建長四年七月二十 （1252年8月26日）         | 後深草                   | 一音院                   |
| 二條道良                                     | 建長四年七月二十 （1252年8月26日）        | 建長四年十一月初三 （1252年12月5日）       | 後深草                   | 九條                     |
| 花山院定雅                                   | 建長四年十一月初三 （1252年12月5日）      | 建長六年十一月十七 （1254年12月28日）      | 後深草                   | 粟田口                   |
| 西園寺公相                                   | 建長六年十二月二十五 （1255年2月3日）     | 正嘉元年十一月初八 （1257年12月15日）      | 後深草                   | 冷泉                     |
| 西園寺公基                                   | 正嘉元年十一月二十六 （1258年1月2日）     | 正嘉二年十月二十二 （1258年11月18日）      | 後深草                   | 万里小路、京極           |
| 山階實雄                                     | 正嘉二年十一月初一 （1258年11月27日）     | 弘長元年三月二十七 （1261年4月28日）       | 後深草、龜山             | 山階                     |
| 近衛基平                                     | 弘長元年三月二十七 （1261年4月28日）      | 文永二年十月初五 （1265年11月14日）        | 龜山                     | 深心院、西谷             |
| 鷹司基忠                                     | 文永二年十月初五 （1265年11月14日）       | 文永五年十二月初二 （1269年1月5日）        | 龜山                     | 圓光院                   |
| 一條家經                                     | 文永五年十二月初二 （1269年1月5日）       | 文永六年四月二十三 （1269年5月25日）       | 龜山                     | 後光明峯寺               |
| 花山院通雅                                   | 文永六年四月二十三 （1269年5月25日）      | 文永八年三月初十 （1271年4月20日）         | 龜山                     | 後花山院                 |
| 二條師忠                                     | 文永八年三月二十七 （1271年5月7日）       | 建治元年十二月二十二 （1276年1月9日）      | 龜山、後宇多             | 香園院                   |
| 九條忠教                                     | 建治元年十二月二十二 （1276年1月9日）     | 正應元年七月十一 （1288年8月9日）          | 後宇多、伏見             | 報恩院                   |
| 近衛家基                                     | 正應元年七月十一 （1288年8月9日）         | 正應二年九月二十八 （1289年10月13日）      | 伏見                     | 高山寺、浄妙寺           |
| 鷹司兼忠                                     | 正應二年十月十八 （1289年11月2日）        | 正應四年十二月二十五 （1292年1月16日）     | 伏見                     | 猪隈、歓喜園院           |
| 二條兼基                                     | 正應四年十二月二十五 （1292年1月16日）    | 永仁四年十二月二十七 （1297年1月21日）     | 伏見                     | 中院、光明照院           |
| 九條師教                                     | 永仁四年十二月二十七 （1297年1月21日）    | 正安元年四月二十六 （1299年5月26日）       | 伏見、後伏見             | 己心院、浄土寺           |
| 西園寺公衡                                   | 正安元年四月二十六 （1299年5月26日）      | 正安元年十二月二十 （1300年1月12日）       | 後伏見                   | 竹林院                   |
| 德大寺公孝                                   | 正安元年十二月二十七 （1300年1月19日）    | 乾元元年十一月二十二 （1302年12月11日）    | 後伏見、後二條           | 後德大寺                 |
| 鷹司冬平                                     | 乾元元年十一月二十二 （1302年12月11日）   | 嘉元三年閏十二月二十一 （1306年2月5日）    | 後二條                   | 後照念院                 |
| 近衛家平                                     | 嘉元三年閏十二月二十一 （1306年2月5日）   | 延慶二年十月十五 （1309年11月17日）        | 後二條、花園             | 岡本                     |
| 二條道平                                     | 延慶二年十月十五 （1309年11月17日）       | 正和二年十二月二十六 （1314年1月12日）     | 花園                     | 後光明照院               |
| 近衛經平                                     | 正和二年十二月二十六 （1314年1月12日）    | 正和五年十月二十二 （1316年11月7日）       | 花園                     | 後浄妙寺                 |
| 洞院實泰                                     | 正和五年十月二十二 （1316年11月7日）      | 文保元年六月二十一 （1317年7月30日）       | 花園                     | 後山本                   |
| 西園寺公顯                                   | 文保元年六月二十一 （1317年7月30日）      | 文保元年十二月初十 （1318年1月13日）       | 花園                     | 今出河                   |
| 花山院家定                                   | 文保二年八月二十四 （1318年9月19日）      | 文保三年四月初十 （1319年4月30日）         | 後醍醐                   | 金光院                   |
| 九條房實                                     | 元應元年閏七月二十八 （1319年9月12日）    | 元亨二年八月十一 （1322年9月22日）         | 後醍醐                   | 後一音院                 |
| 今出川兼季                                   | 元亨二年八月十一 （1322年9月22日）        | 元亨三年七月 （1323年8月）                 | 後醍醐                   | 今出河、菊亭             |
| 近衛經忠                                     | 元亨四年四月二十七 （1324年5月20日）      | 元德二年二月二十六 （1330年3月16日）       | 後醍醐                   | 堀河、後猪隈             |
| 近衛基嗣                                     | 元德二年二月二十六 （1330年3月16日）      | 元德三年二月初一 （1331年3月10日）         | 後醍醐                   | 後岡屋                   |
| 久我長通                                     | 元德三年二月初一 （1331年3月10日）        | 正慶元年七月十三 （1332年8月5日）          | 後醍醐、光嚴             | 後中院                   |
| 大宮季衡                                     | 正慶元年十月十四 （1332年11月2日）        | 正慶二年三月十二 （1333年4月26日）         | 光嚴                     | 大宮                     |
| 久我長通 （還任）                            | 元弘三年六月十二 （1333年7月24日）        | 建武元年二月二十二 （1334年3月27日）       | 後醍醐                   | 後中院                   |
| 近衛經忠 （還任）                            | 建武元年二月二十三 （1334年3月28日）      | 建武元年十月初七 （1334年11月4日）         | 後醍醐                   | 堀河、後猪隈             |
| 鷹司冬教                                     | 建武元年十月初九 （1334年11月6日）        | 建武二年二月十六 （1335年3月11日）         | 後醍醐                   | 後圓光院                 |
| 洞院公賢                                     | 建武二年二月十六 （1335年3月11日）        | 建武四年七月十二 （1337年8月8日）          | 後醍醐、光明             | 中園                     |
| 九條道教                                     | 建武四年七月十二 （1337年8月8日）         | 曆應二年十二月二十七 （1340年1月26日）     | 光明                     | 三縁院                   |
| 鷹司師平                                     | 曆應二年十二月二十七 （1340年1月26日）    | 康永二年三月二十七 （1343年4月22日）       | 光明                     | 昭光院                   |
| 二條良基                                     | 康永二年四月初十 （1343年5月4日）         | 貞和三年九月十六 （1347年10月20日）        | 光明                     | 後普光園院               |
| 九條經教                                     | 貞和三年九月十六 （1347年10月20日）       | 貞和五年九月十三 （1349年10月25日）        | 光明、崇光               | 後報恩院                 |
| 近衛道嗣                                     | 貞和五年九月十三 （1349年10月25日）       | 延文五年九月三十 （1360年11月9日）         | 崇光、後光嚴             | 後深心院                 |
| 鷹司冬通                                     | 延文五年九月三十 （1360年11月9日）        | 貞治元年十二月二十七 （1363年1月12日）     | 後光嚴                   | 一心院                   |
| 久我通相                                     | 貞治元年十二月二十七 （1363年1月12日）    | 貞治五年八月二十九 （1366年10月4日）       | 後光嚴                   | 千種                     |
| 西園寺實俊                                   | 貞治五年八月二十九 （1366年10月4日）      | 貞治六年九月二十九 （1367年10月23日）      | 後光嚴                   | 後常盤井                 |
| 二條師良                                     | 貞治六年九月二十九 （1367年10月23日）     | 應安三年三月十六 （1370年4月12日）         | 後光嚴                   | 是心院                   |
| 九條忠基                                     | 應安三年三月十六 （1370年4月12日）        | 永和元年十一月十八 （1375年12月11日）      | 後光嚴、後圓融           | 後己心院                 |
| 二條師嗣                                     | 永和元年十一月十八 （1375年12月11日）     | 永和四年八月二十七 （1378年9月19日）       | 後圓融                   | 後香園院                 |
| 近衛兼嗣                                     | 永和四年八月二十七 （1378年9月19日）      | 嘉慶二年三月二十六 （1388年5月2日）        | 後圓融、後小松           | 後六條                   |
| 久我具通                                     | 嘉慶二年三月二十六 （1388年6月30日）      | 明德五年三月二十八 （1394年4月28日）       | 後小松                   | 久世                     |
| 今出川公直                                   | 明德五年三月二十八 （1394年4月28日）      | 應永元年十二月二十五 （1395年1月16日）     | 後小松                   | 今出川                   |
| 今出川實直                                   | 應永元年十二月二十五 （1395年1月16日）    | 應永二年三月二十四 （1395年4月14日）       | 後小松                   | 後今出川                 |
| 花山院通定                                   | 應永二年三月二十四 （1395年4月14日）      | 應永二年六月二十一 （1395年7月8日）        | 後小松                   | 如住院                   |
| 洞院公定                                     | 應永二年九月十二 （1395年10月25日）       | 應永三年七月二十四 （1396年8月27日）       | 後小松                   | 後中園                   |
| 三條實冬                                     | 應永三年七月二十四 （1396年8月27日）      | 應永六年二月二十二 （1399年3月29日）       | 後小松                   | 後三條                   |
| 九條教嗣                                     | 應永六年二月二十二 （1399年3月29日）      | 應永十年八月 （1403年－月）                | 後小松                   | 中山                     |
| 今出川公行                                   | 應永十年八月十九 （1403年9月5日）         | 應永十八年四月十一 （1411年5月3日）        | 後小松                   | 後今出河                 |
| 鷹司冬家                                     | 應永十八年四月十一 （1411年5月3日）       | 應永二十一年十二月 （1415年1月）           | 後小松、稱光             | 後一心院                 |
| 九條滿教                                     | 應永二十一年十二月十五 （1415年1月25日）  | 應永二十五年十二月初二 （1418年12月29日）  | 稱光                     | 後三縁院                 |
| 德大寺公俊                                   | 應永二十五年十二月初二 （1418年12月29日） | 應永二十六年十二月初五 （1419年12月21日）  | 稱光                     | 後野宮                   |
| 二條持基                                     | 應永二十六年十二月初五 （1419年12月21日） | 應永二十七年閏正月十三 （1420年2月26日）   | 稱光                     | 後福照院                 |
| 西園寺實永                                   | 應永二十七年閏正月十三 （1420年2月26日）  | 應永二十七年十二月 （1421年1月）           | 稱光                     | 慶壽院                   |
| 三條公光                                     | 應永二十七年十二月初五 （1421年1月8日）   | 應永三十年十月十四 （1423年11月17日）      | 稱光                     | 後白川                   |
| 一條兼良                                     | 應永三十一年四月二十 （1424年5月18日）    | 正長二年八月初四 （1429年9月2日）          | 稱光、後花園             | 後成恩寺                 |
| 近衛房嗣                                     | 正長二年八月初四 （1429年9月2日）         | 永享十年九月初四 （1438年9月23日）         | 後花園                   | 後法興院                 |
| 鷹司房平                                     | 永享十年九月初四 （1438年9月23日）        | 文安三年四月二十九 （1446年5月24日）       | 後花園                   | 後昭光院                 |
| 二條持通                                     | 文安三年四月二十九 （1446年5月24日）      | 享德三年三月十七 （1454年4月14日）         | 後花園                   | 大染金剛院               |
| 洞院實熙                                     | 享德三年七月十六 （1454年8月10日）        | 康正元年八月二十七 （1455年10月8日）       | 後花園                   | 東山                     |
| 一條教房                                     | 康正元年八月二十七 （1455年10月8日）      | 康正三年六月十七 （1457年7月8日）          | 後花園                   | 妙華寺                   |
| 三條實量                                     | 康正三年六月十七 （1457年7月8日）         | 康正三年九月初八 （1457年9月26日）         | 後花園                   | 後三條                   |
| 近衛教基                                     | 康正三年九月初八 （1457年9月26日）        | 寬正三年八月初一* （1462年8月25日）        | 後花園                   | 後九條                   |
| 德大寺公有                                   | 寬正三年八月初五 （1462年8月29日）        | 寬正五年九月初二 （1464年10月2日）         | 後花園、後土御門         | 後野宮                   |
| 久我通尚                                     | 寬正五年十一月二十八 （1464年12月26日）   | 寬正七年正月十六 （1466年2月1日）          | 後土御門                 | 東久世                   |
| 二條政嗣                                     | 寬正七年二月十六 （1466年3月2日）         | 應仁二年正月十一 （1468年2月4日）          | 後土御門                 | 如法壽院                 |
| 九條政基                                     | 應仁二年正月十一 （1468年2月4日）         | 文明七年三月初十 （1475年4月15日）         | 後土御門                 | 慈眼院                   |
| 鷹司政平                                     | 文明七年三月初十 （1475年4月15日）        | 文明八年八月二十八 （1476年9月16日）       | 後土御門                 | 專稱院                   |
| 近衛政家                                     | 文明八年八月二十八 （1476年9月16日）      | 文明十一年四月十九 （1479年5月10日）       | 後土御門                 | 後法興院                 |
| 三條公敦                                     | 文明十一年四月十九 （1479年5月10日）      | 文明十二年三月 （1480年4月）               | 後土御門                 | 龍翔院                   |
| 今出川教季                                   | 文明十二年三月十一 （1480年4月20日）      | 文明十三年正月二十 （1481年2月18日）       | 後土御門                 | 法雲院                   |
| 西園寺實遠                                   | 文明十三年正月二十五 （1481年2月23日）    | 文明十五年正月初一 （1483年2月8日）        | 後土御門                 | 後竹林院                 |
| 大炊御門信量                                 | 文明十五年正月初一 （1483年2月8日）       | 長享元年八月初四* （1487年8月22日）        | 後土御門                 | 深草                     |
| 花山院政長                                   | 長享元年八月二十九 （1487年9月16日）      | 延德二年三月初五 （1490年3月25日）         | 後土御門                 | 後鳳栖院                 |
| 近衛尚通                                     | 延德二年三月初五 （1490年3月25日）        | 明應五年十二月初三 （1497年1月6日）        | 後土御門                 | 後法成寺                 |
| 今出川公興                                   | 明應五年十二月初三 （1497年1月6日）       | 明應六年四月二十七 （1497年5月29日）       | 後土御門                 | 後法雲院                 |
| 二條尚基                                     | 明應六年五月初十 （1497年6月10日）        | 明應六年十月初十* （1497年11月4日）        | 後土御門                 | 後如法壽院               |
| 久我豐通                                     | 明應八年五月二十八 （1499年7月6日）       | 明應九年三月三十 （1500年4月28日）         | 後土御門                 | 志禅院                   |
| 九條尚經                                     | 明應十年二月十九 （1501年3月8日）         | 永正三年二月初五 （1506年2月27日）         | 後柏原                   | 後慈眼院                 |
| 西園寺公藤                                   | 永正三年二月初五 （1506年2月27日）        | 永正四年三月 （1507年－月）                | 後柏原                   | 得生院                   |
| 鷹司兼輔                                     | 永正四年四月初六 （1507年5月17日）        | 永正十二年四月十六 （1515年5月29日）       | 後柏原                   | 法音院                   |
| 三條實香                                     | 永正十二年四月十六 （1515年5月29日）      | 永正十五年五月二十八 （1518年7月5日）      | 後柏原                   | 後浄土寺                 |
| 二條尹房                                     | 永正十五年五月二十八 （1518年7月5日）     | 永正十八年七月初一 （1521年8月3日）        | 後柏原                   | 後大染金剛院             |
| 大炊御門經名                                 | 永正十八年七月初一 （1521年8月3日）       | 大永三年三月初二 （1523年3月18日）         | 後柏原                   | 自性院                   |
| 近衛稙家                                     | 大永三年三月初九 （1523年3月25日）        | 享祿元年八月二十 （1528年9月3日）          | 後柏原、後奈良           | 惠雲院                   |
| 久我通言                                     | 享祿元年八月二十 （1528年9月3日）         | 天文五年閏十月初八 （1536年11月21日）      | 後奈良                   | 陽春院                   |
| 鷹司忠冬                                     | 天文六年十二月二十一 （1538年1月21日）    | 天文十年正月十二 （1541年2月7日）          | 後奈良                   | 後專稱院                 |
| 一條房通                                     | 天文十年正月十二 （1541年2月7日）         | 天文十一年閏三月初三 （1542年4月17日）     | 後奈良                   | 唯心院                   |
| 三條西公條                                   | 天文十一年閏三月初三 （1542年4月17日）    | 天文十二年七月十六 （1543年8月16日）       | 後奈良                   | 稱名院                   |
| 三條公賴                                     | 天文十二年七月二十八 （1543年8月28日）    | 天文十四年六月初二 （1545年7月10日）       | 後奈良                   | 後龍翔院                 |
| 今出川公彦                                   | 天文十四年六月初二 （1545年7月10日）      | 天文十五年三月初十 （1546年4月10日）       | 後奈良                   | 上善院                   |
| 二條晴良                                     | 天文十五年三月十三 （1546年4月13日）      | 天文十六年二月十七 （1547年3月8日）        | 後奈良                   | 浄明珠院                 |
| 一條兼冬                                     | 天文十六年二月十七 （1547年3月8日）       | 天文二十二年正月二十六 （1553年2月8日）    | 後奈良                   | 後圓明寺                 |
| 近衛晴嗣                                     | 天文二十二年正月二十六 （1553年2月8日）   | 天文二十三年四月十一 （1554年5月12日）     | 後奈良                   | 東求院                   |
| 西園寺公朝                                   | 天文二十三年四月十一 （1554年5月12日）    | 弘治三年九月初二 （1557年9月24日）         | 後奈良                   | 慈光院                   |
| 花山院家輔                                   | 弘治三年九月初二 （1557年9月24日）        | 天正二年二月二十四 （1574年3月17日）       | 後奈良、正親町           | 法雲院                   |
| 九條兼孝                                     | 天正二年二月二十四 （1574年3月17日）      | 天正四年十一月二十一 （1576年12月11日）    | 正親町                   | 後月輪                   |
| 一條内基                                     | 天正四年十一月二十一 （1576年12月11日）   | 天正五年十一月二十 （1577年12月29日）      | 正親町                   | 自浄心院                 |
| 織田信長                                     | 天正五年十一月二十 （1577年12月29日）     | 天正六年四月初九 （1578年5月15日）         | 正親町                   | 総見院                   |
| 二條昭實                                     | 天正七年正月二十 （1579年2月15日）        | 天正十二年十二月 （1585年1月）             | 正親町                   | 後中院                   |
| 今出川晴季                                   | 天正十三年三月初十 （1585年4月9日）       | 文祿四年七月二十五 （1595年8月30日）       | 正親町、後陽成           | 景光院 流放越後          |
| 今出川晴季 （還任）                          | 慶長三年十二月十九 （1599年1月15日）      | 慶長八年一月 （1603年－月）                | 後陽成                   | 景光院                   |
| 德川家康                                     | 慶長八年二月十二 （1603年3月24日）        | 慶長八年十月十六 （1603年11月18日）        | 後陽成                   | 安国院 江戶幕府第1代將軍 |
| 豐臣秀賴                                     | 慶長十年四月十二 （1605年5月29日）        | 慶長十二年正月十一 （1607年2月7日）        | 後陽成                   | 嵩陽寺                   |
| 九條忠榮                                     | 慶長十二年正月十一 （1607年2月7日）       | 慶長十七年三月十三 （1612年4月13日）       | 後陽成、後水尾           | 惟忖院                   |
| 鷹司信尚                                     | 慶長十七年三月十八 （1612年4月18日）      | 慶長十九年正月十四 （1614年2月22日）       | 後水尾                   | 景皓院                   |
| 近衛信尋                                     | 慶長十九年正月十四 （1614年2月22日）      | 元和六年正月十三 （1620年2月16日）         | 後水尾                   | 本源自性院               |
| 西園寺實益                                   | 元和六年八月十七 （1620年9月13日）        | 元和七年正月初二 （1621年2月23日）         | 後水尾                   | 一真院                   |
| 花山院定熙                                   | 元和七年正月初二 （1621年2月23日）        | 元和七年正月十二 （1621年3月5日）          | 後水尾                   | 霜松院                   |
| 一條兼遐                                     | 元和七年正月十二 （1621年3月5日）         | 寬永六年九月十一 （1629年10月27日）        | 後水尾                   | 智德院                   |
| 二條康道                                     | 寬永六年九月十三 （1629年10月29日）       | 寬永九年十二月二十八 （1633年2月6日）      | 後水尾、明正             | 後浄明珠院               |
| 鷹司教平                                     | 寬永九年十二月二十八 （1633年2月6日）     | 寬永十七年三月二十一 （1640年5月11日）     | 明正                     | 一致院                   |
| 三條西實條                                   | 寬永十七年六月二十四 （1640年8月11日）    | 寬永十七年十月初四 （1640年11月17日）      | 明正                     | 香雲院                   |
| 九條道房                                     | 寬永十七年十一月初三 （1640年12月15日）   | 寬永十八年十二月初二 （1642年1月2日）      | 明正                     | 後浄土寺                 |
| 近衛尚嗣                                     | 寬永十八年十二月初二 （1642年1月2日）     | 正保四年七月初三 （1647年8月3日）          | 明正、後光明             | 妙有真空院               |
| 二條光平                                     | 正保四年七月初三 （1647年8月3日）         | 慶安五年二月初九 （1652年3月18日）         | 後光明                   | 後是心院                 |
| 今出川經季                                   | 慶安五年二月初九* （1652年3月18日）       | 慶安五年二月初九* （1652年3月18日）        | 後光明                   | 照一院                   |
| 二條光平 （還任）                            | 慶安五年二月二十一 （1652年3月30日）      | 慶安五年九月十五 （1652年10月17日）        | 後光明                   | 後是心院                 |
| 三條實秀                                     | 慶安五年九月十七 （1652年10月19日）       | 承應二年二月初三 （1653年3月2日）          | 後光明                   | 己心院                   |
| 花山院定好                                   | 承應二年十一月十四 （1654年1月2日）       | 承應三年六月十二 （1654年7月25日）         | 後光明                   | 淳貞院                   |
| 西園寺實晴                                   | 承應三年六月十七 （1654年7月30日）        | 承應三年十二月二十八 （1655年2月4日）      | 後光明、後西             | 大忠院                   |
| 一條教輔                                     | 承應四年正月二十五 （1655年3月3日）       | 萬治二年十二月二十二 （1660年2月3日）      | 後西                     | 後唯心院                 |
| 德大寺公信                                   | 萬治三年正月十三 （1660年2月23日）        | 寬文元年五月二十六 （1661年6月22日）       | 後西                     | 正桂院                   |
| 鷹司房輔                                     | 寬文元年六月初八 （1661年7月4日）         | 寬文三年正月十二 （1663年2月19日）         | 後西                     | 後景皓院                 |
| 大炊御門經孝                                 | 寬文三年二月初六 （1663年3月15日）        | 寬文四年二月二十二 （1664年3月19日）       | 靈元                     | 後光福寺                 |
| 三條公富                                     | 寬文四年四月初五 （1664年4月30日）        | 寬文五年正月十一 （1665年2月25日）         | 靈元                     | 唯心院                   |
| 久我廣通                                     | 寬文五年正月十一 （1665年2月25日）        | 寬文五年三月初五 （1665年4月20日）         | 靈元                     | 妙雲院                   |
| 九條兼晴                                     | 寬文五年三月初六 （1665年4月21日）        | 寬文十一年五月初七 （1671年6月13日）       | 靈元                     | 後往生院                 |
| 近衛基熙                                     | 寬文十一年五月二十五 （1671年7月1日）     | 延寶五年十二月初八 （1678年1月1日）        | 靈元                     | 應圓滿院                 |
| 一條冬經                                     | 延寶五年十二月二十四 （1678年1月17日）    | 天和三年正月十三 （1683年2月9日）          | 靈元                     | 圓成寺                   |
| 鷹司兼熙                                     | 天和三年正月十三 （1683年2月9日）         | 元祿三年十二月二十六 （1691年1月24日）     | 靈元、東山               | 心空華院                 |
| 大炊御門經光                                 | 元祿三年十二月二十六 （1691年1月24日）    | 元祿五年十二月十三 （1693年1月18日）       | 東山                     | 後香隆寺                 |
| 今出川公規                                   | 元祿五年十二月十三 （1693年1月18日）      | 元祿六年八月初七 （1693年9月6日）          | 東山                     | 一林院                   |
| 近衛家熙                                     | 元祿六年八月初七 （1693年9月6日）         | 元祿十七年正月十一 （1704年2月15日）       | 東山                     | 予樂院                   |
| 三條實治                                     | 元祿十七年正月二十二 （1704年2月26日）    | 元祿十七年二月初五 （1704年3月10日）       | 東山                     | 曉心院                   |
| 九條輔實                                     | 元祿十七年二月初五 （1704年3月10日）      | 寶永五年正月二十一 （1708年2月12日）       | 東山                     | 後洞院                   |
| 二條綱平                                     | 寶永五年正月二十一 （1708年2月12日）      | 正德五年八月十二 （1715年9月9日）          | 東山、中御門             | 圓覺敬信院               |
| 近衛家久                                     | 正德5五年八月十二 （1715年9月9日）        | 享保七年五月初三 （1722年6月16日）         | 中御門                   | 如是觀院                 |
| 二條吉忠                                     | 享保七年五月初三 （1722年6月16日）        | 享保十一年九月十五 （1726年10月10日）      | 中御門                   | 安祥院                   |
| 一條兼香                                     | 享保一年九月十五 （1726年10月10日）       | 元文二年十一月初七 （1737年11月28日）      | 中御門、櫻町             | 後圓成寺                 |
| 二條宗熙                                     | 元文三年正月二十四 （1738年3月14日）      | 元文三年六月十八* （1738年8月3日）         | 櫻町                     | 常觀喜院                 |
| 西園寺致季                                   | 元文三年八月初八 （1738年9月21日）        | 元文三年八月十六 （1738年9月29日）         | 櫻町                     | 圓壽光院                 |
| 中院通躬                                     | 元文三年八月十六 （1738年9月29日）        | 元文三年八月十九 （1738年10月2日）         | 櫻町                     | 歓喜光院                 |
| 一條道香                                     | 元文三年八月十九 （1738年10月2日）        | 延享二年三月二十三 （1745年4月24日）       | 櫻町                     | 得成寺                   |
| 醍醐冬熙                                     | 延享二年三月二十三 （1745年4月24日）      | 延享二年五月初九 （1745年6月8日）          | 櫻町                     | 後信性普明寺             |
| 久我惟通                                     | 延享二年五月十六 （1745年6月15日）        | 延享二年閏十二月十六 （1746年2月6日）      | 櫻町                     | 後志禅院                 |
| 近衛内前                                     | 延享二年閏十二月二十四 （1746年2月14日）  | 寬延二年二月初八 （1749年3月26日）         | 櫻町、桃園               | 大解脫院                 |
| 花山院常雅                                   | 寬延二年二月二十三 （1749年4月10日）      | 寬延二年十一月初九 （1749年12月18日）      | 桃園                     | 順正院                   |
| 二條宗基                                     | 寬延二年十一月十五 （1749年12月24日）     | 寶曆四年正月十八* （1754年2月9日）         | 桃園                     | 後敬心院                 |
| 三條實顯                                     | 寶曆四年二月十九 （1754年3月12日）        | 寶曆四年五月十三 （1754年7月3日）          | 桃園                     | 誠心院                   |
| 久我通兄                                     | 寶曆四年五月十四 （1754年7月4日）         | 寶曆五年正月二十八 （1755年3月10日）       | 桃園                     | 含華光院                 |
| 九條尚實                                     | 寶曆五年正月二十九 （1755年3月11日）      | 寶曆九年十一月二十六 （1760年1月13日）     | 桃園                     | 遍照金剛寺               |
| 鷹司輔平                                     | 寶曆九年十一月二十六 （1760年1月13日）    | 安永七年十二月初十 （1779年1月27日）       | 桃園、後櫻町、後桃園     | 後心空院                 |
| 醍醐兼潔                                     | 安永七年十二月初十 （1779年1月27日）      | 安永八年正月十四 （1779年3月1日）          | 後桃園                   | 妙觀寺                   |
| 三條季晴                                     | 安永八年正月十四 （1779年3月1日）         | 安永八年三月二十九 （1779年5月15日）       | 後桃園                   | 後誠心院                 |
| 一條輝良                                     | 安永八年三月二十九 （1779年5月15日）      | 天明七年五月二十六 （1787年7月11日）       | 後桃園、光格             | 後得成寺                 |
| 近衛經熙                                     | 天明七年五月二十六 （1787年7月11日）      | 寬政三年十一月二十八 （1791年12月23日）    | 光格                     | 後予樂院                 |
| 二條治孝                                     | 寬政三年十一月二十八 （1791年12月23日）   | 寬政八年四月二十四 （1796年5月30日）       | 光格                     | 法壽金剛院               |
| 大炊御門家孝                                 | 寬政八年四月二十四 （1796年5月30日）      | 寬政八年九月二十六 （1796年10月26日）      | 光格                     | 瑶台寺                   |
| 西園寺賞季                                   | 寬政八年九月二十六 （1796年10月26日）     | 寬政八年十二月二十二 （1797年1月19日）     | 光格                     | 後大忠院                 |
| 一條忠良                                     | 寬政八年十二月二十二 （1797年1月19日）    | 文化十一年四月初二 （1814年5月21日）       | 光格                     | 大勝寺                   |
| 三條實起                                     | 文化十一年四月初二 （1814年5月21日）      | 文化十一年九月二十八 （1814年11月9日）     | 光格                     | 後曉心院                 |
| 近衛基前                                     | 文化十一年九月二十八 （1814年11月9日）    | 文化十二年正月初四 （1815年2月12日）       | 光格                     | 証常樂院                 |
| 德大寺實祖                                   | 文化十二年正月初四 （1815年2月12日）      | 文化十二年二月二十六 （1815年4月5日）      | 光格                     | 摩尼珠院                 |
| 鷹司政通                                     | 文化十二年二月二十六 （1815年4月5日）     | 文政三年六月初一 （1820年7月10日）         | 光格、仁孝               | 真誠院                   |
| 花山院愛德                                   | 文政三年六月初一 （1820年7月10日）        | 文政三年十月十五 （1820年11月20日）        | 仁孝                     | 温恭院                   |
| 二條齊信                                     | 文政三年十月十五 （1820年11月20日）       | 文政七年正月初五 （1824年2月4日）          | 仁孝                     | 成德院                   |
| 九條尚忠                                     | 文政七年正月初五 （1824年2月4日）         | 弘化四年六月十五 （1847年7月26日）         | 仁孝、孝明               | 後遍照金剛寺             |
| 近衛忠熙                                     | 弘化四年六月十五 （1847年7月26日）        | 安政四年正月初四 （1857年1月29日）         | 孝明                     |                          |
| 大炊御門經久                                 | 安政四年正月初四 （1857年1月29日）        | 安政四年二月初八 （1857年3月3日）          | 孝明                     | 後瑶台寺                 |
| 鷹司輔熙                                     | 安政四年二月初八 （1857年3月3日）         | 安政六年三月二十八 （1859年4月30日）       | 孝明                     |                          |
| 花山院家厚                                   | 安政六年三月二十八 （1859年4月30日）      | 文久二年正月初四 （1862年2月2日）          | 孝明                     | 寬恭院                   |
| 二條齊敬                                     | 文久二年正月初四 （1862年2月2日）         | 文久三年十二月二十三 （1864年1月31日）     | 孝明                     |                          |
| 德大寺公純                                   | 文久三年十二月二十三 （1864年1月31日）    | 慶應三年九月二十七 （1867年10月24日）      | 孝明、明治               |                          |
| 一條實良                                     | 慶應三年九月二十七 （1867年10月24日）     | 慶應三年十一月三十 （1867年12月25日）      | 明治                     | 華嚴光寺                 |
| 大炊御門家信                                 | 慶應三年十一月三十 （1867年12月25日）     | 慶應四年五月二十四 （1868年7月13日）       | 明治                     |                          |
| 三條實美                                     | 慶應四年五月二十四 （1868年7月13日）      | 明治二年七月初八 （1869年8月15日）         | 明治                     | 轉職新設的右大臣         |
| 南朝（吉野朝廷）的右大臣 ※均為史料證實之人物 |                                           |                                            |                          |                          |
| 洞院實世？                                   |                                           |                                            | 後村上                   | 与喜                     |
| 洞院公泰                                     |                                           |                                            | 後村上                   | 冷泉                     |
| 西園寺公重                                   |                                           |                                            | 後村上                   | 遍照光院                 |
| 北畠顯信                                     |                                           |                                            | 後村上                   | 土御門                   |
| 洞院實守                                     | - 正平22年（1367年）？辞                  | - 正平22年（1367年）？辞                   | 後村上                   | 辭職後歸順北朝           |
| 二條教賴                                     | - 建德二年二月（1371年－月）見 -          | - 建德二年二月（1371年－月）見 -           | 長慶                     |                          |
| 北畠顯能                                     | 文中元年（1372年）？任 -                  | 文中元年（1372年）？任 -                   | 長慶                     |                          |
| 二條冬實                                     | - 弘和元年十二月（1381年12月）見 -        | - 弘和元年十二月（1381年12月）見 -         | 長慶                     |                          |
| 吉田宗房                                     |                                           |                                            | 後龜山                   |                          |
| 武家官位下的右大臣                           |                                           |                                            |                          |                          |
| 德川秀忠                                     | 慶長十九年三月初九 （1614年4月17日）      | 元和九年七月二十七 （1623年8月23日）       | 後水尾                   | 江戶幕府第2代將軍        |
| 德川家綱                                     | 承應二年七月初十 （1653年9月1日）         | 延寶八年五月初八* （1680年6月4日）         | 後光明、後西、靈元       | 江戶幕府第4代將軍        |
| 德川綱吉                                     | 寶永二年二月初五 （1705年2月28日）        | 寶永六年正月初十* （1709年2月19日）        | 東山                     | 江戶幕府第5代將軍        |
| 德川吉宗                                     | 寬保元年七月初七 （1741年8月17日）        | 寬延四年六月二十* （1751年7月12日）        | 櫻町、桃園               | 江戶幕府第8代將軍        |
| 德川家重                                     | 寶曆十年正月十一 （1760年2月27日）        | 寶曆十一年六月十二* （1761年7月13日）      | 桃園                     | 江戶幕府第9代將軍        |
| 德川家治                                     | 安永九年八月初二 （1780年8月31日）        | 天明六年九月初八* （1786年9月29日）        | 光格                     | 江戶幕府第10代將軍       |
| 德川家齊                                     | 文化十三年三月十一 （1816年4月8日）       | 文政五年二月初六 （1822年3月28日）         | 光格、仁孝               | 江戶幕府第11代將軍       |
| 德川家茂                                     | 文久四年正月二十一 （1864年2月28日）      | 慶應二年七月二十* （1866年8月29日）        | 孝明                     | 江戶幕府第14代將軍       |
| 明治時代太政官制下的右大臣                   |                                           |                                            |                          |                          |
| 三條實美                                     | 明治二年七月初八 （1869年8月15日）        | 明治四年七月二十九 （1871年9月13日）       | 明治                     |                          |
| 岩倉具視                                     | 明治四年十月初八 （1871年11月20日）       | 明治十六年（1883年）7月20日*               | 明治                     |                          |

## 備註
1. ↑  在設立太政大臣之前，這些合稱是內大臣和左、右大臣的合稱。
2. ↑  在職期間見《扶桑略記》。《日本書紀》、《公卿補任》記作任「大臣」，並無左右之分か。
3. ↑  一說同年二月初八（1333年2月22日）。
4. ↑  一作同年七月二十五（1462年8月20日）。
5. ↑  《公卿補任》《諸家傳》寫作同月轉任左大臣，據考證他實際留任右大臣，詳見左大臣#備註。